# Richard Stammers
Richard Stammers (* vor 1992) ist ein amerikanischer Spezialeffektkünstler, der 2013 für Prometheus – Dunkle Zeichen für den Oscar in der Kategorie Beste visuelle Effekte nominiert wurde.

## Leben
Er studierte Animation und schloss sein Studium 1992 ab. Anschließend begann er beim australischen Visual Effects-Unternehmen Animal Logic als Juniordesigner zu arbeiten. 1995 wechselte er nach London zu Moving Pictures. Dort arbeitete er zunächst hauptsächlich an Werbefilmen, bevor er 2002 in den Bereich Film wechselte. In den folgenden Jahren war er an Produktionen wie Harry Potter und die Kammer des Schreckens, The Da Vinci Code – Sakrileg und Die Chroniken von Narnia: Prinz Kaspian von Narnia beteiligt.
2013 war er gemeinsam mit Trevor Wood, Charley Henley und Martin Hill für Prometheus – Dunkle Zeichen für den Oscar in der Kategorie Beste visuelle Effekte nominiert.

## Filmografie
- 1996: Gullivers Reisen (Gulliver's Travels)
- 1996: Roger Roger
- 2000: The Strangerers (Fernsehserie)
- 2001: Harry Potter und der Stein der Weisen (Harry Potter and the Sorcerer's Stone)
- 2001: Station Jim
- 2001: The Way We Live Now (Fernsehserie)
- 2002: Harry Potter und die Kammer des Schreckens (Harry Potter and the Chamber of Secrets)
- 2002: The Heart of Me
- 2003: Das Medaillon (The Medallion)
- 2003: Kalender Girls (Calendar Girls)
- 2004: Wimbledon – Spiel, Satz und … Liebe (Wimbledon)
- 2005: Harry Potter und der Feuerkelch (Harry Potter and the Goblet of Fire)
- 2006: Scoop – Der Knüller (Scoop)
- 2006: The Da Vinci Code – Sakrileg (The Da Vinci Code)
- 2007: Elizabeth – Das goldene Königreich (Elizabeth: The Golden Age)
- 2007: The Good Night
- 2008: 10.000 B.C. (10,000 BC)
- 2008: Die Chroniken von Narnia: Prinz Kaspian von Narnia (The Chronicles of Narnia: Prince Caspian)
- 2009: Illuminati (Angels & Demons)
- 2010: Robin Hood
- 2012: Prometheus – Dunkle Zeichen (Prometheus)
- 2013: The Counselor
- 2014: X-Men: Zukunft ist Vergangenheit (X-Men: Days of Future Past)
- 2015: Der Marsianer – Rettet Mark Watney (The Martian)
- 2019: Dumbo
- 2021: West Side Story